# Hugues Cuénod
Hugues Cuénod (26. června 1902 – 6. prosince 2010) byl švýcarský operní pěvec – tenorista. Studoval na Ribaupierreově institutu v Lausanne a následně na konzervatořích v Ženevě, Basileji a Vídni. V roce 1928 vystupoval v pařížském představení opery Jonny spielt auf od Ernsta Křenka. Následujícího roku poprvé vystupoval ve Spojených státech amerických, a to v operetě Bitter Sweet od Noëla Cowarda. Dne 12. března 1987, ve věku 84 let, se stal nejstarší osobou, která debutovala v newyorské Metropolitní opeře. Představoval postavu Altouma v Pucciniho opeře Turandot. Poslední vystoupení měl v roce 1992, ve věku 90 let, v opeře Evžen Oněgin. Řadu let žil se svým partnerem Alfredem Augustinem, s nímž v roce 2007, po změně zákona, vstoupil do registrovaného partnerství. Zemřel v prosinci 2010 ve věku 108 let.